# Moszyński Hrabia
Moszyński hrabia – polski herb hrabiowski, odmiana herbu Nałęcz, nadany w Galicji.

## Opis herbu
W polu czerwonym pomłość srebrna.
Nad tarczą korona hrabiowska. Klejnot: panna w szacie czerwonej, z nałęczką na rozpuszczonych włosach, między dwoma rogami jelenimi, trzymająca się tych rogów.
Pod tarczą dewiza: Non videri sed esse.

## Najwcześniejsze wzmianki
Nadany z tytułem hrabiowskim Augustowi i Fryderykowi Moszyńskim w Saksonii w 1730 roku.

## Herbowni
hrabia Moszyńscy.